# Балодис, Петерис
Петерис Балодис (латыш. Pēteris Balodis; 19 августа 1867 — ноябрь 1919) — латвийский художник.

## Биография
Петерис Балодис родился 19 августа 1867 года в селе Буртниеки Вольмарского уезда Лифляндской губернии Российской империи (ныне — Буртниекский край Латвии).
В 1888 году поступил вольнослушателем в Императорскую академию художеств, окончил её со званием классного художника третьей степени (1894). Совершенствовался в студии художника В. Маковского (1894—1896).
В студенческие годы работал с художником Я. Розенталем. Состоял членом петербургского латышского художественного кружка «Рукис». Работал учителем рисования в Архангельской гимназии (1896—1916). В своём творчестве был близок к идейным воззрениям художников-передвижников.
Умер в ноябре 1919 года в Архангельске (в латвийских энциклопедических изданиях нет сведений о точной дате смерти художника).